# Bank für Thüringen

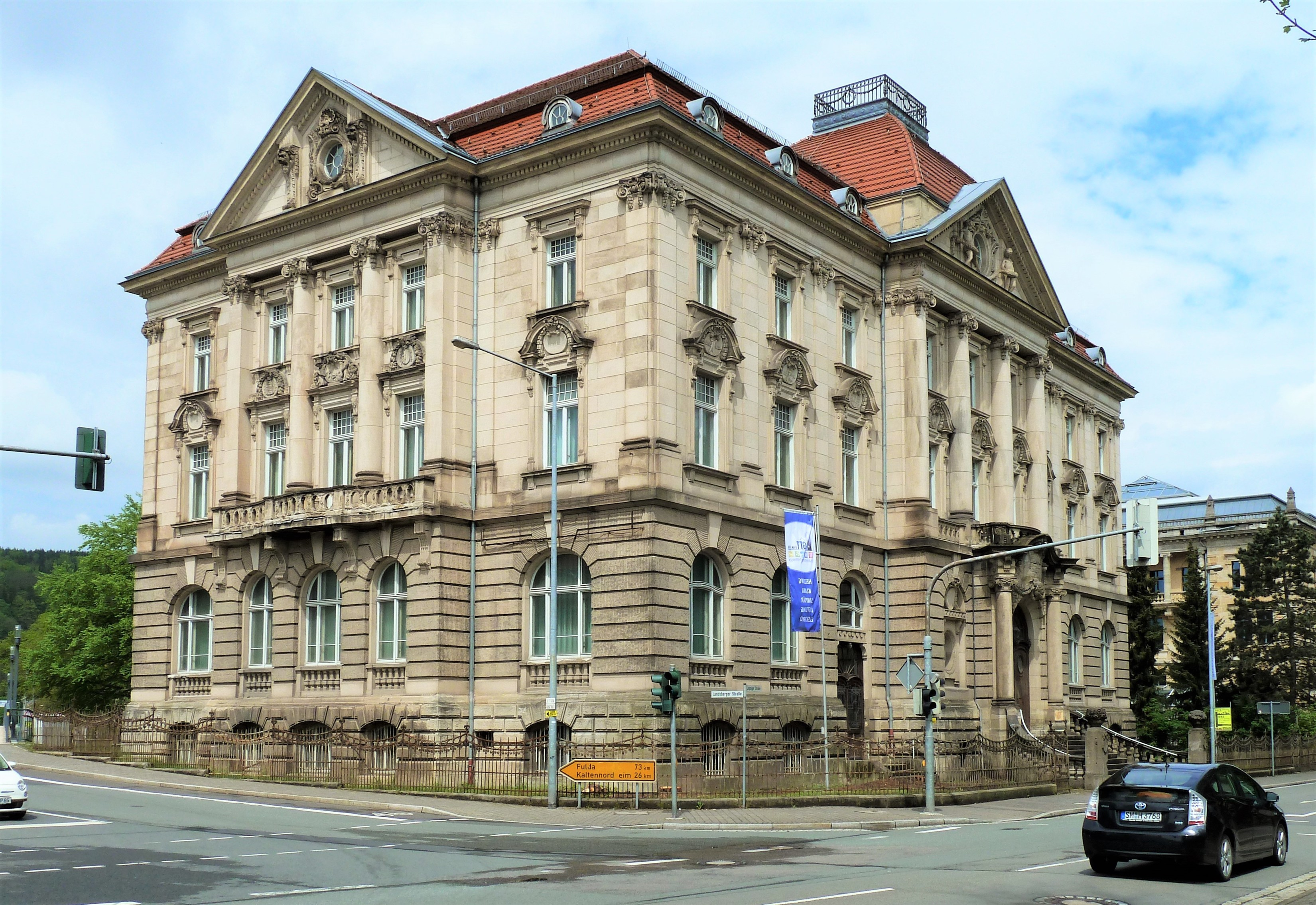
Das 1909 erbaute Gebäude der Bank für Thüringen in Meiningen

Die Bank für Thüringen AG war ein Bankhaus in Meiningen, der einstigen Haupt- und Residenzstadt des Herzogtums Sachsen-Meiningen. Das unter Denkmalschutz stehende Bankgebäude wird heute unter den Namen „Altes Gericht“ als Geschäftshaus genutzt.

## Geschichte

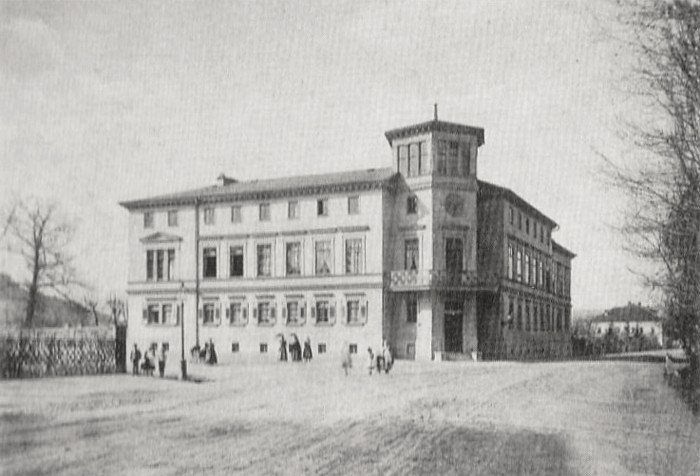
Vorgängerbau bis 1909

Die Bank für Thüringen ging aus dem privaten Bankhaus B. M. Strupp hervor, das 1742 in Meiningen gegründet wurde. Am 18. Oktober 1905 wandelten die Brüder und Inhaber Gustav Strupp, Meinhard Strupp († 1912) und Louis Strupp († 1914) das Bankhaus mit einem Grundkapital von 10 Millionen Mark in die Aktiengesellschaft Bank für Thüringen um. Aufsichtsratsvorsitzender wurde Gustav Strupp. In den Jahren 1906 bis 1910 ließen die Strupps ein großes, repräsentatives Bankgebäude und die ebenso eindrucksvolle Struppsche Villa als Unternehmens- und Wohnsitz erbauen. Die Brüder saßen zudem in rund 30 Aufsichtsräten und traten mit überdurchschnittlichen sozialen Engagements in Erscheinung.
Das Geschäftsfeld der Bank für Thüringen bezog sich hauptsächlich auf die Kreditierung von Industrieunternehmen, insbesondere in der Porzellanindustrie, der Elektroindustrie, der Textilbranche und im Eisenbahnbau. 1912 setzte Strupp den Bankier Ludwig Fuld als Direktor der Bank ein, der nach dem Tod von Gustav Strupp 1918 die Bank weiterführte. Die Bank für Thüringen entwickelte sich 1918 mit der Übernahme der Schwarzburgische Landesbank in Sondershausen zum bedeutendsten regionalen Bankhaus im thüringischen Raum. 1926 unterhielt die Bank in allen größeren Städten insgesamt 27 Filialen mit rund 300 Beschäftigten bei einem Vermögen von 200 Millionen Reichsmark. Es gehörte damit zu den 25 größten Banken in Deutschland. Die Bank für Thüringen wurde 1926 schließlich von der Berliner Disconto-Gesellschaft übernommen und Ludwig Fuld wurde zum Ersten Direktor der Süddeutschen Disconto-Gesellschaft in Mannheim berufen. Die Disconto-Gesellschaft fusionierte 1929 mit der Deutsche Bank AG, die dann bis 1946 im Meininger Bankgebäude eine Filiale unterhielt. Ludwig Fuld musste 1936 wegen seiner jüdischen Herkunft die Deutsche Bank AG verlassen. Die Akten der Bank für Thüringen wurden von der Deutsche Bank AG aufbewahrt, 1948 von der Landesbank Thüringen und anschließend von der Staatsbank der DDR übernommen. 1993 übergab die Kreditanstalt für Wiederaufbau die Aktenüberlieferung der Bank dem Staatsarchiv Meiningen.

## Bauwerk

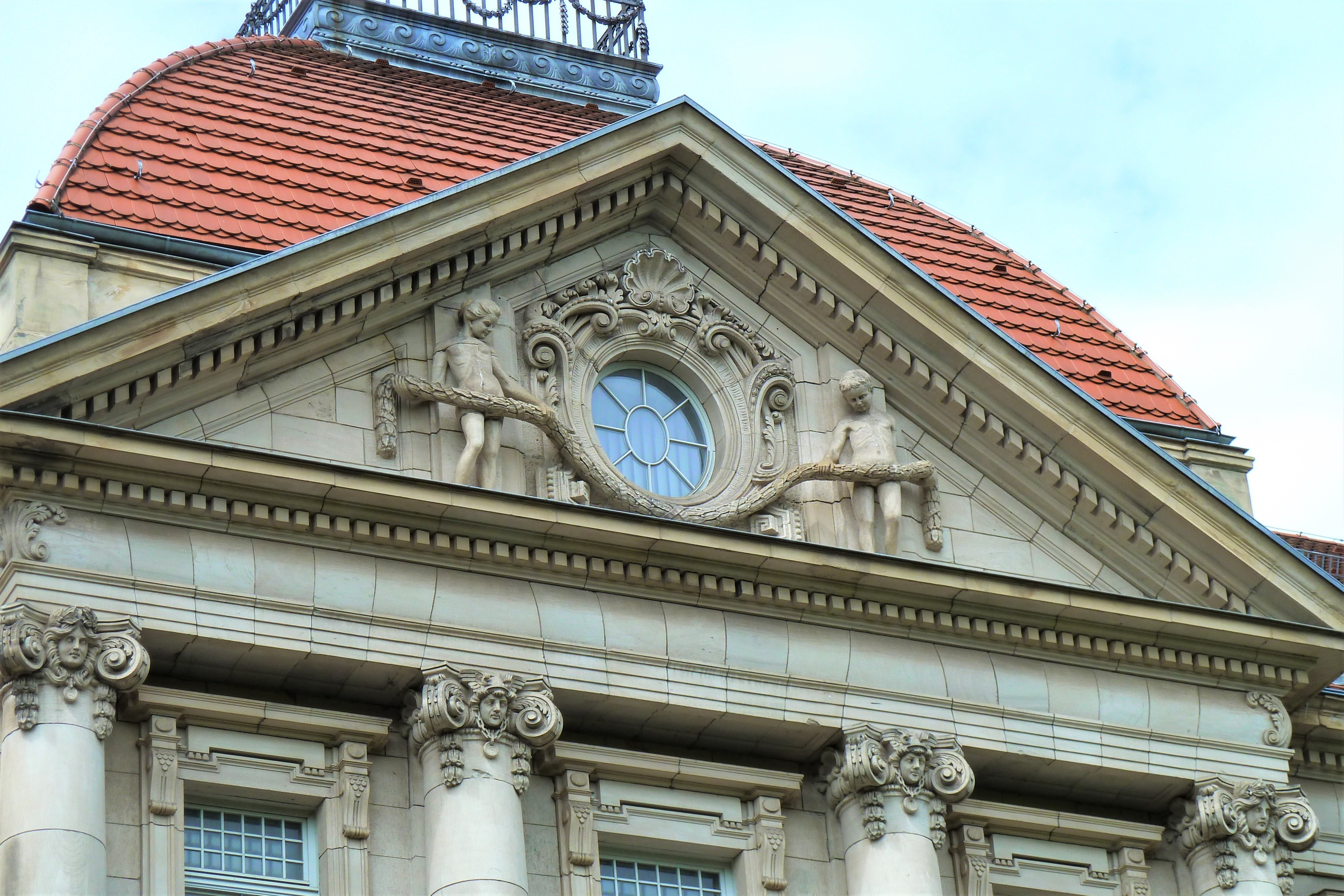
Giebel der Ostseite

Die Bank für Thüringen bezog 1905 zunächst das Gebäude „Wagnersche Haus“ der bis dahin in Meiningen ansässigen und nach Frankfurt am Main umgesiedelten Mitteldeutschen Creditbank an der Leipziger Straße direkt an der Werra und der Volkshausbrücke. Am 1. Februar 1909 bezog die Bank an Stelle des alten Gebäudes einen dominanten Neubau im Stil des Neobarock, den Architekt Hofbaurat Karl Behlert entwarf.
Das dreigeschossige Haus besitzt einen Innenhof und ein Mansarddach. Zum Hauptportal an der Ostseite führt eine breite geschwungene Treppenanlage. Über dem mit zwei Säulen flankierten und einem Vordach versehenen Portal ist das Meininger Stadtwappen angebracht. Alle vier Fassaden sind mit Reliefs, Pilastern und Säulen sowie Balkonen im ersten Obergeschoss, an der Westseite auch im zweiten Obergeschoss, versehen. Die Kapitelle der Säulen und der Portalbogen sind mit freundlichen weiblichen Köpfen geschmückt. Die reich dekorierten Fassaden der Nord-, Ost- und Südseite krönen säulengestützte Giebel, in deren Tympanon-Feldern von Schmuckelementen umrahmte runde Fenster eingelassen sind. Im Giebel der Ostseite halten die Plastiken eines Mädchens und eines Knaben einen Feston. An der Nordwestecke ist ein Saalbau angegliedert. Über den Fenstern des ersten Obergeschosses brachte man neben dem über dem Hauptportal angebrachten Wappen der Stadt Meiningen die steinernen Wappen einiger Städte an, in denen sich Filialen der Bank befanden sowie jene, die Meiningen nach dem großen Stadtbrand von 1874 beim Wiederaufbau besonders unterstützten. Es sind die Wappen der Städte Frankfurt am Main als neuen Standort der Mitteldeutschen Creditbank, Berlin, Leipzig, Apolda, Saalfeld, Sonneberg, Jena, Eisenach, Gotha, Salzungen und Hildburghausen. Weitere Wappenfelder waren vorbereitet, sind aber nie ausgeführt worden, zumal diese für die große Anzahl der Filialen nicht ausreichten.
Von 1946 bis 2001 war das Haus unter anderem der Sitz des Landgerichts Meiningen, das zwischen 1952 und 1990 Bezirksgericht Suhl – Sitz Meiningen hieß. Nach dem Umzug des Landgerichts in das neuerbaute Justizzentrum Meiningen zog hier kurzzeitig das Thüringer Liegenschaftsamt ein. Nach einigen Jahren Leerstand verkaufte der Freistaat Thüringen 2017 das unter Denkmalschutz stehende Bauwerk. Nach einer umfangreichen Sanierung wird es seitdem unter dem neuen offiziellen Namen „Altes Gericht“ als Bürogebäude, Veranstaltungsort und auf einer Etage als Medizinisches Versorgungszentrum (MVZ) genutzt. Mit der Merkur Privatbank ist hier auch wieder eine Bank ansässig.